# بحيرة ماناساروفار
بحيرة ماناساروفار هي بحيرة مياة عذبة تقع بالقرب من جبل كايلاش في منطقة التبت ذاتية الحكم،البحيرة مقدسة في 4 ديانات وهم بون،البوذية،الهندوسيةو الجاينية.